# باشگاه فوتبال هبی چین فورچون
باشگاه فوتبال هبی چین فورچون (انگلیسی: Hebei China Fortune F.C. ;چینی ساده: 河北华夏幸福足球俱乐部; چینی سنتی: 河北華夏幸福足球俱樂部; پین‌یین: Héběi Huáxià Xìngfú Zúqiú Jùlèbù) یک باشگاه فوتبال در شهر کینگهوانگداو در استان هبئی در کشور چین می‌باشد که در سوپر لیگ فوتبال چین بازی می‌کرد.

## بازیکنان برجسته
- نه ناد میلییاش
- ادو
- گائل کاکوتا
- خاویر ماسکرانو
- استفان امبیا
- جروینیو
- ازکیل لاوزی
- آلوئیسیو
- ژانگ چنگدونگ
- هرنانس
- ایوب الکعبی